# Juliusz Kallay

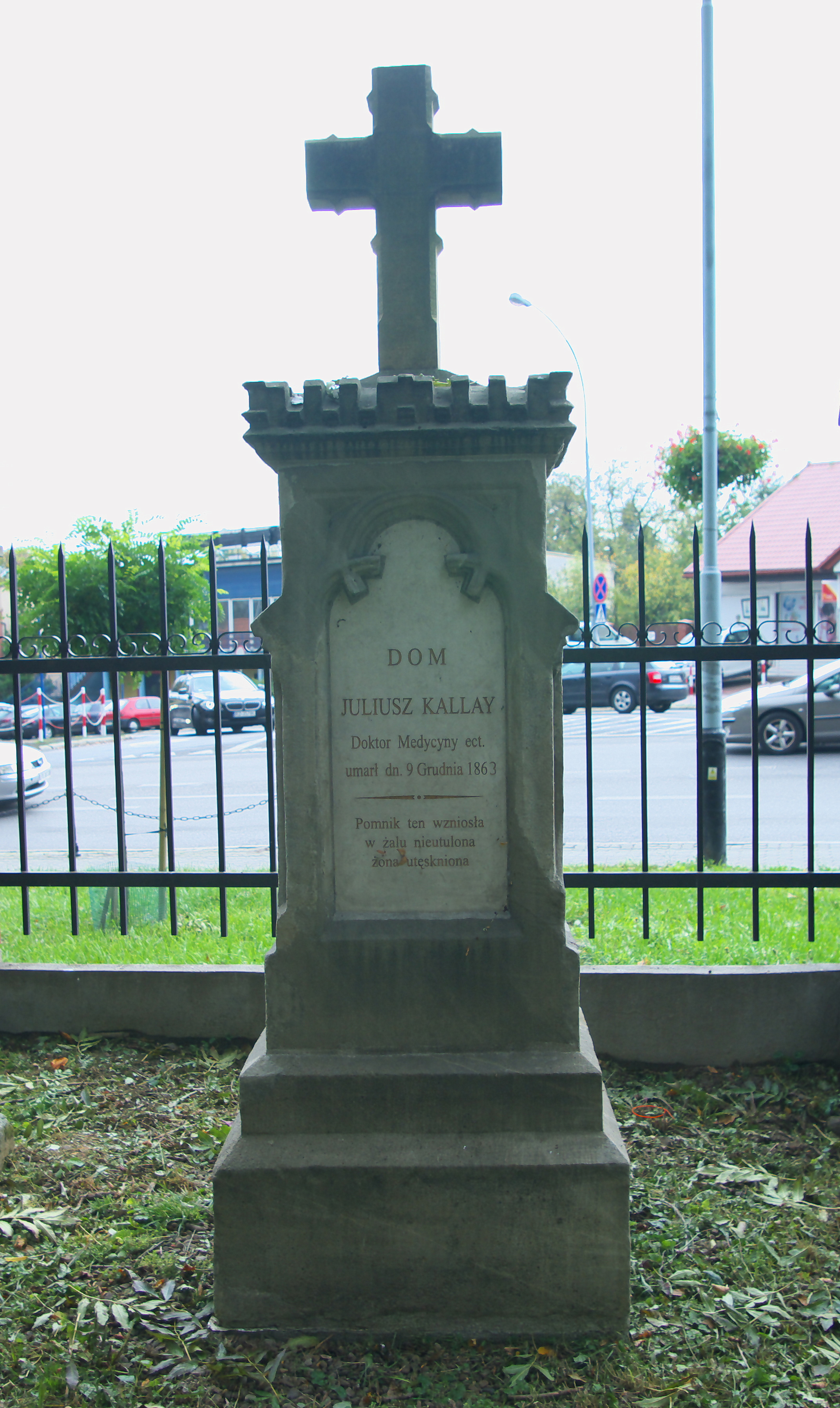
Nagrobek Juliusza Kallaya

Juliusz Kallay (ur. 1809 w Domaradzu, zm. 9 grudnia 1863 w Krośnie) – organizator Gwardii Narodowej, przewodniczący Rady Narodowej, powstaniec, filozof, lekarz i działacz społeczny.
Urodził się w rodzinie o pochodzeniu ze szlachty węgierskiej. Ukończył szkoły niższe w Przemyślu i Wydział Filozoficzny we Lwowie. W 1830 na wieść o wybuchu powstania listopadowego w Królestwie Polskim zaciągnął się do korpusu ułanów armii polskiej, w której dosłużył się stopnia wachmistrza. W 1840 ukończył studia lekarskie w Wiedniu, a następnie powrócił do Krośna na blisko ćwierć wieku. W okresie Wiosny Ludów wraz z aptekarzem Janem Łagowskim organizował w Krośnie Gwardię Narodową spełniającą rolę policji. Był namiętnym miłośnikiem przyrody, historii starożytnej i literatury romantycznej.
Został pochowany na Starym Cmentarzu w Krośnie.